# Kunstblad
 Denne artikel bør gennemlæses af en person med fagkendskab for at sikre den faglige korrekthed.
     – Bør gennemses af en kunsthistoriker eller anden kyndig person for fagudtryk og evt. tilføjelse af danske forhold 

Et kunstblad ('Wandbilddruck', 'Wandschmuck' i det tyske forlæg) er et grafisk produkt, der kan være indrammet under glas og ved ophængning tjene som udsmykning.
Perioden fra 1840 til 1940 var den vigtigste periode for kunstblade, idet nye trykteknikker vandt frem, distributionen blev lettere på grund af forbedret transportnet, og velstanden for almindelige mennesker var forbedret så man også kunne interessere sig for kunst i eget hjem.
Der blev for det meste fremstillet kunstblade på grundlag af værker af samtidige malere, der af kunstforlagene blev udvalgt på grund af deres populære motiver; nogle af disse forlag havde specialiseret sig i reproduktionsgrafik. Udgangspunktet for mangfoldiggørelsen var ikke det originale billede, men en omarbejdning, en slags skabelon der tjente som mellemtrin.
Man havde i samtiden ikke en almindelig anerkendt betegnelse for disse 'kunstblade'.
I det tyske sprogområde var 'Zimmerschmuck' og 'Zimmerzierde' 
almindelige betegnelser (da. omtrent "værelsesudsmykning"),
der imidlertid også omfattede andre typer som nipsgenstande (ty. Wandkonsolen-Nippes).
Forlæggere og forhandlere brugte den på tysk mere generelle og neutrale betegnelse Kunstblatt.
For antikvitetshandlere drejer det sig snarere om 'dekorativ grafik'.
Selv om antikvitetshandlere og loppemarkeder til tider lader prangende motiver som elverdans (ty. Elfenreigen) og hedelandskaber være indbegrebet af 'kunstblade', var emnets omfang meget større.

## Historie – udviklingen af 'kunstblade' i Tyskland

### Før 1860
I årtierne før 1840 havde kun de øvre lag i samfundet indrammede tryk, der undertiden blev importeret fra England og Frankrig og var gået i arv i generationer.
Især foretrak man mytologiske og allegoriske temaer, prospekter såvel som litterære og historiske motiver.
Indtil omkring 1830 var hovedsagelig kobberstik udbredt, dertil også ætsninger, akvatinte og mezzotinte.
Derefter satte litografiet sig igennem, først i portrætter.
De borgerlige lags kunstinteresse blev efter 1840 befordret af de nye kunstforeningers udstillinger og de opgaver der fulgte med samt fra nyheder om store kunstudstillinger.
Også de mellemste lag af borgerskabet købte stadig flere kunstblade.
Billedbehovet i de lavere sociale lag forblev dækket af et rigt udbud af billedark, etbladstryk, 'neuruppinere' ('billedark fra Neuruppin' )
Der udviklede sig en særlig præference for litterære motiver. Man reproducerede også motiver efter genremalerier,
humoristiske scener med salonaffærer og drengestreger; værtshusslagsmål var også populære.
De bedre kunstblade brugte som tidligere kobberstikket med en tilsvarende højere pris.
Stålstik, der blev udviklet omkring 1820, gjorde arbejdet lettere og muliggjorde reproduktion af mange flere kopier.
Produkter fremstillet med denne teknik nåede til tider stor omsætning, men blev efter få årtier ikke længere efterspurgt.
Det udtryksfulde kridtlitografi med bløde overgange blev derimod hurtigt en favorit og den vigtigste reproduktionsteknik.
Kvaliteten af de således producerede tryk varierede betydeligt.
Ved brug af forskellige arbejdsmetoder som crayonstik eller ved brug af fjer eller pensel kunne litografierne være forsynet med specielle effekter og virkninger .

### 1860-1890
I anden halvdel af 1800-tallet undergik kunstbladene betydelige ændringer.
Voksende velstand og nye trykningsteknikker, der tillod masseproduktion, udvidede forbrugerbasen stærkt. Reklame og præsentation af malerier fra trykkeribranchen i forbindelse med verdens-, industri- og handelsudstillinger førte til bredere accept af trykte billeder.
At kunstblade blev brugt i forbindelse med boligindretning, fik kulturkritikere til at bruge den lidet flatterende betegnelse 'møbelbilleder' om dem.
Udvidelsen af jernbanenettet muliggjorde distribution gennem butikker og dørsalg.
Inden for den borgerlige klasse fortsatte kunstforeninger deres aktiviteter.
Ud over at tilfredsstille borgerskabet blev behovet hos 'småembedsmænd og håndværkere' og 'proletariatet' tilgodeset ved at opdele varerne i kvalitetsklasser til de enkelte målgrupper.
I modsætning til trykkvaliteten var udvælgelsen af motiver stort set overensstemmende med forlægget.
Genremaleriet med romantiske familie- og kærlighedsscener dominerede markedet.
Også inden for bourgeoisiet trådte mytologiske, historiske og litterære temaer i baggrunden.
Patriotiske motiver som fyrsteportrætter eller slagscener samt fremstillinger af festlige begivenheder og litterære personligheder (ty. literarischer Geistesgrößen, åndspersoner) fortsatte med at være en integreret del af udbuddet.
Endnu større var afdelingen for religiøse motiver,
der især havde en fast plads i landlige, katolske områder, mens der for bourgeoisiet kun forblev et par standardmotiver som 'Kristus der banker på', 'den gode hyrde' eller bordbøn .
Det af Leo Schoninger (†1879) perfektionerede galvanografi, der gjorde det lettere at reproducere graveringer, var bestemt til mere krævende kunstelskere.
Det blev fra 1865 i stigende grad erstattet af fotografier af oliemalerier, graveringer og skulpturer.
Mens kunsthistorikere tog vel imod de fotografiske gengivelser, så man skævt til kunstblade der ikke var baseret på det oprindelige maleri, men på reproduktioner i form af stik og litografier.
En ulempe ved fotografierne var dog, at de hurtigt gulnede.
Kobberpladen mistede meget af sin popularitet fra 1870'erne.
Yderligere et af tidens fænomener var "Galerien moderner Meister" (billedserier af moderne mestre) i visitkortformat og tonede billeder der skulle efterligne et fotografi. De gik tilbage til André Disdéris (1819-1889) Carte-de-visite, visitkortportrætter .
Dog var kromolitografiet (farvestentryk)  det mest benyttede idet det også kunne bruges til at reproducere forlæg med farver.
Det blev opfundet af Godefroy Engelmann (†1839) og senere forbedret af Winckelmann & Söhne.
Som dyre "farvekunstblade" tjente de til at levere malerier til borgerskabet.
Som masseproduceret vare af lavere kvalitet, såkaldt "olietryk", dækkede de behovet i mindre velhavende lag af befolkningen.
De gav fra omkring 1875 kridtlitografierne alvorlig konkurrence.
Ud over kromolitografierne vandt fotomekaniske reproduktionsprocesser også indpas, som lystryk og fotogravure (heliogravure); de blev kendt under mange betegnelser med kun mindre tekniske forskelle .

### 1890-1945
I løbet af denne periode nåede kunstblade ud til alle sociale lag og blev tilpasset de respektive købere i smag og pris.
Der var konkurrence fra kunstner- og kunstpostkort (ty. Künstler- und Kunstpostkarten).
Under første verdenskrig imødekom kunsthandlen den generelle stemning med patriotiske motiver. Landskabs- og genreafbildninger var stadig de mest populære.
Religiøse temaer fortsatte med at være populære, men de tilpassede sig de skiftende tider ved at antage en gammeldags stil (ty. altertümlich wirkender Bildformulierungen).
Fra omkring 1900 dukkede der også sportsmotiver op.
Antallet af kromolitografier faldt langsomt, mens de fotomekaniske reproduktionsprocesser blev forbedret.
Farvetryk som trefarvetryk eller lystryk var udbredt .
I 1920'erne blomstrede de sekulære og religiøse 'sovekammerbilleder' (ty. Schlafzimmerbild) med motiver som 'elverdans' (ty. Elfenreigen) eller bryllupsdrømme (ty. Hochzeitstraum).
Efter første verdenskrig forsvandt fyrstescenerne, der i Tyskland nu kun blev fremstillet til eksport.
I 1930'erne faldt antallet af religiøse motiver.
I stedet blev det almindeligt at klassificere billederne afhængigt af motivet til deres formål – herre- eller børneværelse, spisestue, stue.
Landskabs- og børnebilleder erstattede genrebillederne.
Derudover kom i Tyskland såkaldt 'national billedkunst' med Führer- og Hindenburg-portrætter, heroiske landskaber og idealiserede bonde- og arbejderportrætter.
Fotomekaniske reproduktionsteknikker som farvelystryk og farvedybtryk havde nu erstattet gamle metoder.

### Efter 1945
Brugen af billeder efter 2. verdenskrig er kun lidt undersøgt.
Offsettryk blev almindelig udbredt i Tyskland efter krigen.
Især forsøgte man at gengive de i krigen ødelagte hjem og deres indretning.
Flygtninge har især brugt kunstblade med gamle motiver som støtte for genopbygning.
Parallelt med 1960'ernes 'møbelhus-moderne' (ty. 'Möbelhaus-Moderne') fremstod nye attraktive motiver som den fuldbarmede sigøjnerkvinde (ty. vollbusige Zigeunerin).
Med tilgængeligheden af større beboelsesrum og billigere møbler i Centraleuropa var det overdimensionerede sovekammerbillede i bredt format blevet forældet.
Den moderne bolig krævede snarere flere billeder i højt format til de smalle vægflader mellem møblerne.
Det var først med de plakater, der var særlig populære blandt unge og primært skildrede idoler fra film, musik, sport og politik, at store billeder igen vandt indpas.
Bortset fra plakater var landskabs-, dyre- og blomsterbilleder blandt de mest populære motiver i de lavere sociale lag.
De 'ægte originalmalerier' havde betydelig fremgang.
Disse billige malerikopier af gamle mestre eller kunstblades nyere motiver blev fremstillet af blandt andet belgiske fængselsfanger på samlebånd (ty. reihenweise).
Til det moderne kunsttryk, der især drejer sig om reproduktion af malerier, benyttes et større eller mindre antal trykfarver for at være farvetro.

## Motiver og kunstnere
De fleste købere af kunstblade var mere interesserede i billedernes indhold end i deres kunstneriske eller æstetiske udtryk.
Det tog kunstforlagene højde for ved at inddele deres kataloger efter motiver.
Man kan inddele de anvendte forlæg for reproduktionerne i to kategorier.
Der var de såkaldte 'galleriværker', som blev lavet efter malerier fra de store billedgallerier, pinakoteker.
Her var nogle af værkerne særdeles populære, som den sidste nadver af Leonardo da Vinci eller den sixstinske madonna af Raphael
Kunstbladenes førsteplads indtog dog de 'moderne mestre' – den samtidige betegnelse – som tiltrak sig opmærksomhed ved kunstudstillinger, anmeldelser og illustrationer i familie- og kunstblade og blev udvalgt af forlæggerne efter det ønskede billedtema.
| - Raphaels 'Den Sixtinske Madonna' og de to engle i bunden - Den Sixtinske Madonna af Raphael - Detalje af Raphaels engle eller 'de to putti' |

### Verdslige motiver
Børne- og familiescener var blandt de mest populære genretemaer.
Forløberen for børnegenren var 1600-tallets hollandske genreremaleri.
Senere blev den dyrket af Jean-Baptiste Greuze, Jean Siméon Chardin og engelske portrætmalere, før den kom til Tyskland omkring 1830.
Billederne var præget af forestillinger om renhed og uskyld.
Kendte malere af enkle legescener uden særlig deklaration (ty. ohne besondere Aussage) var Meyer von Bremen, Ludwig Knaus, Hermann von Kaulbach og Paul Friedrich Meyerheim.
En anden type viser håbefulde børn med voksen optræden i overensstemmelse med rolleforventningerne og med titler som 'den lille soldat'.
Farveskemaet var tilpasset de respektive nationale farver.
Forbilleder var værker som The Children of Nobility (1841) af Alfred Chalon.
En anden gruppe billeder tjente som opdragende anskueliggørelse af borgerlige dyder, eksemplificeret med 'godhjertede' børn.
Blandt skolescenerne blev Les révélations af Edouard Girardet (†1880) vidt udbredt og bredt tilgængelig i Tyskland under titlen "Das ist ein Taugenichts!" ('Dette er en døgenigt!') sammen med modstykket "Du wirst die Rute bekommen!" ('Du får af spanskrøret!' ).
| - Børne- og familiescener - C. Glück: Der kleine Soldat, ('Den lille soldat') Koloreret litografi efter franske studieblade, o. 1850 - Héloïse Colin (gift Leloir): 'Robe velours dentelle' ('Velourkjole med blonder') - Corneille Max: Pige siddende under et træ, 1911 |

Fra omkring 1900 ændrede børnebilleders indhold sig i retning af den nydelige, søde pige som af Corneille Max (†1924).
Mange skildringer af 'mor med barn' kan opfattes som verdslige Maria-billeder.
Et udbredt motiv var barnets første skridt.
Særligt populære var billeder af Héloïse Leloir (f. Colin †1873), som alle blev gengivet som farvelitografier.
I 1920'erne var der også moder-barn-billeder blandt de såkaldte 'sovekammerbilleder', dvs. billeder i bredt format (ty. Schlafzimmerbild).
Her var malerne Alfred Schwarz og Fr. Laubnitz (pseudonym for Max Pietschmann †1952) de mest efterspurgte.
Familienscener behandlede blandt andet generationsforhold og opdragelse, undervisning (ty. Unterrichtung).
Skønheder og erotik
Gratier og charmerende pigeansigter, herunder allegorier, odalisker og antikke gudinder, var en uundværlig del af kunstforlæggernes kataloger.
Forbilleder var engelske serier af stålstik som Byron's Beauties (1836) af londonforlæggeren Finden eller Alfred Chalons Gallery of Grace (1832) og Edward Henry Corboulds Gems of Beauty (1840).
Også franske forlag udbød omkring 1820 serier med farvestik, som senere blev overtaget og omarbejdet af forlag i Berlin.
Omkring 1850 var 'rustikke skønheder', "rustic beauties", af forskellige engelske malere meget succesfulde.
Sådanne landlige skønheder blev ofte lanceret under titlen "The Daughter of…"
De allegoriske kvindeskikkelser afbildet i skønhedsgallerierne som "baldame", "blomsterveninde" eller endog den halvnøgne "Metschunka, yndlingsslavinden" fungerede nogle gange som pin-up-piger.
Specielt fremstillede erotiske værker som for eksempel et æggende (ty. laszive) kobbertryk – udbudt af forlæggeren August Scherl i 1925 med titlen Zwei Püppchen ('To dukker') – var forbeholdt en mindre, velhavende kundekreds.
Allerede før første verdenskrig havde berlinforlæggeren Richard Bong annonceret med sådanne værker.
De frodige skønheder på malerier med orientalske temaer med titler som "Haremsdame", "Orientens perle" eller "Odalisk" blev af forlæggere i Berlin eksporteret til Tyrkiet og Mellemøsten.
Som de arkiverede forbudslister viser, blev såvel enkelte blade som hele udgivelseskataloger offer for statens censur – især hvis de rettede sig mod de lavere klasser.
Kærlighedspar
Også fremstillinger af kærlighedspar – i Frankrig 'lithographies romantiques', i England "sentimentals" – var udbredt.
Til standardmotiver hørte fremstillinger af maleren Frank Stone (†1859) med titler som First Appeal, Last Appeal eller Mated.
Fra omkring 1870 blev de fortrængt af scener fra samfundslivet af hans søn Marcus Stone (†1921).
Historiske scener blev også efterspurgt: titler som The Black Brunswicker eller A Huguenot… af John Everett Millais, medstifter af Det Prærafaelitiske Broderskab i 1849.
Litteratur og eventyrscener
Litterære motiver blev udbudt som enkeltark, pendants (modstykker, sidestykker) og suiter med fire; sidstnævnte blev især udbredt i Frankrig.
Kunstforlagene baserede i 1850'erne og 60'erne stadig deres udgivelser på ældre malerier med litterært indhold.
Fra omkring 1870 fik genren en blomstringstid med billedserier af Goethe, Schiller og Shakespeare af malere som Wilhelm von Kaulbach, August von Kreling og Ernst Stückelberg.
Blandt de anvendte forlæg var William Tell, Klokkeren fra Notre Dame, Greven af Monte Cristo og Romeo og Julie. Grimms eventyr var også ofte forlæg i 1800-tallet.
Patriotiske motiver.
Udbredt i Europa og formentlig det mest omfattende af alle de anvendte temaer var den patriotiske genre som indbefattede fyrsteportrætter, historiebilleder og slagscener.
Fyrsteportrætter havde rod i 1700-tallets portrætstik og fik større betydning som litografiet vandt frem.
Fyrstebilleder i hus eller værksted blev nærmest en selvfølgelighed og nåede et højdepunkt i begyndelsen af første verdenskrig.
Fra 1933 tiltog det nazistiske billedmateriale med førerbilleder, sports-, flyver- og marinescener og forherligende fremstillinger af frontsoldater i første verdenskrig.
Livet på landet
Fremstillinger af livet på landet går tilbage til det hollandske maleri fra 1600-tallet.
I 1700-tallet kom hyrdegenren til.
Med øget interesse for folklore og folkedragter fokuserede fra omkring 1840 Kronberger-malerkredsen – fra Kronberg im Taunus i Hessen – på skildringer af livet på landet, og deres værker blev ofte brugt som forlæg.
I 1850'erne og 1860'erne tjente især billeder af heste- og vognmaleren John Frederick Herring senior som grundlag for litografier på forlag i Berlin.
I begyndelsen af 1900-tallet blev genremalerier af Franz Defregger og andre populære.
Dyre- og jagtmotiver
Dyrescenerne viste hovedsageligt katte, hunde og heste.
Af kattebilleder var reproduktioner efter Mathilde Aïta, C.H. Blair og Horatio Henry Couldery udbredt.
Afhængig af scenen blev hunde portrætteret som vagt- eller jagthunde eller som selskabshunde.
Her blev værker af Edwin Landseer og Richard Ansdell ofte brugt som forlæg.
Heste blev fremstillet i forbindelse med krig, jagt, sport og tjenestepligtig offentligt arbejde, hvor en hesteejer kunne blive pålagt at møde med et hestespand (ty. Gespanndienst).
Inden for genren slagmaleri udtrykte Ansdells Fight for the Standard (1848) træffende hestens og rytterens heroisme; reproduktioner af billedet blev også distribueret i udlandet og endog i New Zealand.
I Tyskland var hestebilleder af Franz Krüger (†1857) også populære.
Fremstillinger af væddeløbsheste med detaljer om navn, stutteri og sejre kom fra England og var rettet mod væddeløbsentusiaster.
Blandt de tyske malere var Carl Steffeck og Heinrich Sperling blandt de mest efterspurgte.
Hestescener i landlige omgivelse af John Frederick Herring fandt større udbredelse på tyske kunstforlag.
Jagtbilleder var under hele 1800-tallet yndede hos de populære kunstforlag, herunder også humoristiske scener.
I det tyske område blev Karl Friedrich Schulz, Christian Kröner, Carl Zimmermann og Moritz Müller ofte gengivet.
Udover Landseer og Ansdell var jagtscener af Henry Alken meget populære.
Humoristisk motiver
Den humoristiske genre indtog omtrent samme plads som de historiske motiver.
Ofte blev ægteskabsscener og uheld, miserer (ty. Missgeschicke) fremstillet.
Motiver af drikkelag var der også mange af, især af Eduard Grützner.
Prospekter og landskaber
Mens det i 1800-tallet især var skildringer af kendte byer og distrikter der dominerede, var det inden for olietrykindustrien snarere mere generelle, næsten altid usignerede stemningsbilleder med titler som 'Alpehytter i Gasterntal' eller 'Landsbysmeden' der dominerede.
Efter 1900 blev Hermann Rüdisühli en af de mest eftertragtede malere af sentimentale og heroiske landskaber.

### Religiøse motiver
I de nedre sociale lag og på landet blev der overvejende anvendt religiøse motiver.
Kunstforlagene opdelte deres værker i 'sekulære' og 'hellige' motiver, men rettede dem mod forskellige geografiske områder.
For forlagene i Berlin tegnede religiøse emner sig for højst en fjerdedel af den samlede produktion, mens de i München altid udgjorde hovedparten af programmet.
Købernes religiøse tilhørsforhold spillede kun en rolle for 'helligbilleder' (ty. Heiligenbild), pilgrimssouvenirs og Jesu-hjerte-pendants.
Scener fra Bibelen
Fra Det Gamle Testamente udkrystalliserede der sig bestemte scener, som ofte blev fremstillet:
Historien om Josef og Moses, Salomons dom samt scener af Ruths bog, Judits Bog, Rebekka, Rakel, Susanna i badet og Dalila (Samson og Dalila: Dom 16,4).
Scener til Moses' udsættelse blev især fremstillet efter Paul Delaroche og fik stor udbredelse (2. Mos 2,3).
Det var mere almindeligt med temaer baseret på Det Nye Testamente.
Den trykte grafik efter nazarenerne var det især 'Kristus der banker på' og den trøstende og belønnende Kristus, der vandt indpas i det øvre borgerskab.
Af Jesu lignelser var 'den fortabte søn' den mest populære (Lukas 15,11-32).
Bernhard Plockhorst, Enrico Schmidt, Johann Roth, Wilhelm Steinhausen og Heinrich Ferdinand Hofmann var blandt de malere, hvis værker dannede forlæg for kunstblade.
Andre emner
Et udbredt motiv for europæiske og amerikanske kunstblade var The Infant Samuel ('Samuel som barn' 1776) af Joshua Reynolds, som blev lanceret kun et år efter færdiggørelsen.
Blandt de populære billeder af skytsengle var morgen- og aftenbønner og englen der vogter over et par børn ved en klippeafgrund eller på en bro.
I det angelsaksiske område spredtes i mange varianter pendant-billederne 'Tillid til Gud' og 'Barmhjertighed', hvor unge piger klamrer sig til et kors på en klippe der rager op af havet .
De går tilbage til billederne af Johannes Adam Oertel (†1909) med titlen Rock of Ages og Simply to the Cross I Cling.
Motivet findes dog allerede i begyndelsen af 1600-tallet.
| - The Infant Samuel af Joshua Reynolds fra 1776 som blev forlæg for kunstblade - Thomas Brooks: The Mother's Dream - Thomas Brooks: The believer's vision |

I 1800-tallet var de endnu ikke tabuiserede billeder fra kirkegårde en regelmæssig del af salgskatalogerne.
De blev skabt primært af engelske genremalere som John Callcott Horsley fra midten af århundredet.
Beslægtet hermed er de såkaldte drømmebilleder med ønsker eller håb.
Særlig populær var Thomas Brooks' (†1892) billeder The Mother’s Dream ('Moderens drøm') og The Believer’s Vision ('Den troendes syn').

## Anvendelse og funktion

### Private boliger
Trykgrafik dannede med privatportrætter hovedparten i Biedermeierperiodens overdådige borgerlige vægudsmykning.
Selv ved vindues- og dørnicher fik man plads til billeder.
Som samtidige interiørbeskrivelser og anbefalinger fra kunstforlagene foreslog, varierede motiverne fra rum til rum.
Størstedelen af salonen indeholdt oliemalerier.
Som reproduktiv grafik blev arbejder fra kunstforeninger (ty. Kunstvereinsgaben) i bedste fald accepteret.
Landskaber og reproduktioner af klassiske mestre dominerede.
En favorit var Arnold Böcklins Toteninsel ('De dødes ø'), som ofte blev kopieret.
I spisestuen var der dog kun fredelige motiver som stilleben.
I herreværelset var der en bred vifte af mytologiske temaer fra drikkelag til jagtmotiver, selv frimodige fremstillinger tog man ikke anstød af.
I modsætning hertil var der i boudoiret charmerende og dekorative genrescener.
Senere blev også mere seriøse, religiøse motiver anbefalet.
De 'sovekammerbilleder', der blev ophængt over ægtesengen, eksisterede kun i 1910'erne.
For børneværelset var der billeder om eventyr, men også med skytsengle, især som olietryk.
I gange og forbindelsesrum fandtes 'husvelsignelserne' (ty. Haussegen).
I landlige områder var religiøse motiver de talrigeste, hvad enten de var litografier eller olietryk,
og i katolske områder udgjorde de de fleste af billederne.
Om brugen af billeder i byernes slumkvarterer har man en smule kendskab takket være fotografierne fra Berliner Wohnungsenquête – en undersøgelse af boligerne i Berlin – som sundhedsforsikringen organiserede mellem 1903 og 1920.
Hvor en tidligere 'borgerlejlighed' veg for en simplere bolig, for eksempel efter social deroute, beholdt man sædvanligvis vægdekorationerne fra de bedre dage, herunder husvelsignelserne.

### Det offentlige rum
Den billige trykgrafik blev også brugt i kirker og kapeller, for eksempel ved skriftestole eller korsvejsstationer, 'Via Crucis', Via Dolorosa.
Til korsvejsstationerne tilbød alle kunstforlag med speciale i religiøs grafik en serie på 14 ark svarende til de traditionelle 14 stationer på Jesu 'lidelsens vej', 'smertens vej'.
Kirkelige kredse understregede altid den pædagogiske virkning, de håbede at opnå ved at anvende passende billeder i vajsenhuse, børnehjem, hospitaler, asylhuse (ty. Irrenanstalten, psykiatriske hospitaler), fattighuse og fængsler.
Vægudsmykningen i skoler var altid genstand for diskussion.
Her var det almindeligt med fyrstescener, religiøse motiver og prospekter.
Med sloganet 'For skole og hjem' udbød flere kunstforlag kunstblade som familievenlige, patriotiske og kunstneriske.
I kroerne var historiske og litterære emner udbredt ud over billeder med typiske værtshusscener.
Hoteller foretrak hverken gammeldags eller avantgardistiske motiver.
Her dominerede landskaber og prospekter samt reproduktioner af meget kendte malerier, for eksempel Vincent van Goghs solsikker.

### Funktioner
Køb af kunstblade udfyldte hovedsagelig et behov for udsmykning og dekoration.
I 1800-tallet blev kunstblade – uanset at de blev reproduceret i stor stil og uafhængig af samfundslag – generelt sidestillet med kunst.
At være i besiddelse af kunst gav prestige og vidnede om gode økonomiske forhold og dannelse gennem sit indhold.
Den nye masseproducerede vare i form af kunstbladet blev generelt hilst velkommen som en måde at formidle kunst til alle lag.
Således skrev Die Gartenlaube – Illustrirtes Familienblatt 1884 begejstret om den 'moderne kunstindustri':
 "Rige menneskers smukke luksus bliver stadig mere almindelig i den borgerlige middelklasse, således at en følelse af skønhed og munter hjemlighed stiger fra beletagen op til tagkammeret og ned til kælderen, og lukker munden på råhed og hæslighed og lammer den knyttede næve."  
Sovekammerbillederne blev i 1920'erne udsat for heftig kritik.
Visse motiver gav anledning til at demonstrere gruppespecifik bekendelse eller tilhørsforhold.
Patriotiske følelser kunne for eksempel udtrykkes gennem billeder med historiske eller militære begivenheder, allegoriske fremstillinger og især ved portrætter af fyrster og feltherrer.
Hvis billeder med religiøse motiver var placeret i salon eller stue, understregede de husets kristne grundholdning,
mens mytologisk billedindhold snarere ville pege på ejerens humanistiske uddannelse eller holdning (ty. Bildung).
Kunstblade til brug ved for eksempel konfirmation, kommunion og bryllup var kendetegnet ved deres tekst eller bagsidenotitser.

## Trykkeribranchen

### Omarbejdning, forberedelse og udsmykning
Forlægget for et kunstblad var for det meste et oliemaleri.
De færdige litografier blev ikke reproduceret direkte fra originalen, men efter en bearbejdning eller omarbejdning til kobberstik, mezzotinte, akvatinte eller stålstik.
Selv fotografiske gengivelser blev ikke lavet efter det oprindelige oliemaleri, men efter sådanne omarbejdninger.
Dette mellemliggende trin var en forudsætning for at nye udgivelser hurtigt kunne komme på markedet.
Kunstforlagene afgav dog også bestillinger der var tilpasset deres forlagsprogram.
Afhængig af den tiltænkte kundekreds trivialiserede og populariserede forlagene de originale værker.
Som med andre typer af populærgrafik kunne man reducere billedkomposition og -indhold, perspektiv og billedelementer, ændre udseendet af personer, tilføje ornamenter eller andre indgreb for at frembringe et mere iøjnefaldende og appellerende udtryk.
Forlæggere af olietryk af lavere kvalitet anvendte ukendte tegnere og litografer til dette formål.
Kun for forlag, hvis udgivelser var målrettet den midterste og øvre middelklasse, kan det lade sig gøre at fastslå navnene på dem der omarbejdede originalerne. De arbejdede oftest for flere forlag på samme tid.
Blandt de bedre kendte navne hører C.F. Schwalbe (f. 1816), medgrundlægger af den for berlinerforlag typiske bløde stil i omarbejning af originalerne; Gustav Bartsch (siden 1847 i Berlin), også aktiv som genremaler; Wilhelm Bülow (registreret fra 1847) og W. Jab (aktiv fra 1838).
Før indførelsen af farveprint, men også ved fremkomsten af fotogravurer var farvelæggere ('Kolorierer' og 'Koloristen') ansvarlige – helt eller delvis –
for den fuldstændige udarbejdning af skabelonen.
Til billedets titel føjede man ofte supplerende vers og forlagsadressen, som dog kunne blive skjult ved indramning med passepartout.
Malerens navn blev ofte holdt hemmelig og af og til erstattet af navnet på den der omtegnede eller klargjorde skabelonen til mangfoldiggørelsen af billedet.
Tilføjelsen 'comp.' (~ composuit) skulle antyde eller foregive at der var tale om et kunstnerisk værk.
Kun for litografier af højere kvalitet var der et fuldgyldigt impressum, som det havde været reglen i 1700-tallet ved reproduktiongrafik af malerier.
Det var sædvanligt at give overfladen af billedet en struktur med kalandrering eller prægning, normalt et imiteret linnedvæv.
Også bearbejdning af overfladen med lak og fernis, samt dekorering med lametta, glimmer eller broderitråd var udbredt .

### Fabrikation og salg
Af betegnelser man brugte om virksomheder der var involveret i fremstilling, udgivelse og distribution af kunstblade, var Kunstanstalt den mest udbredte.
Denne generiske betegnelse kan henvise til en fabrikant, et trykkeri eller et distributionsselskab, der dog også kunne forhandle andre produkter som postkort, glasmalerier og kunsthåndværk.
I modsætning hertil beskæftigede kunstforlag sig normalt ikke med trykningen, men kun med udgivelsen.
Trykningen blev varetaget af særlige trykkerier, især da kun disse havde de nødvendige fagfolk og maskiner til de komplicerede reproduktionsteknikker.
I det tyske sprogområde sammenfattede man de to grene 'Kunstanstalt' og 'Kunstverlag' under betegnelsen Kunstverlagsanstalt.
De virksomheder der beskæftigede sig med kromolitografi og oliefarvetryk forenede forlag og trykning.
Forhandling og udbredelse af kunstblade og andre kunstgenstande blev varetaget af kunsthandler eller kunstformidlere (ty. Kunsthandel oder Kunsthandlung).
Første led i fremstillingen af kunstblade var kunstforlæggeren, der købte forlægget for reproduktionstrykket; priserne var meget forskellige.
Derudover skulle stikkeren eller gravøren betales for at lave trykpladen, et arbejde der undertiden kunne stå på i årevis.
For eksempel modtog Paul Sigmund Habelmann 36.000 Mark for sin gravering af Kinderfest ('Børnefesten') af Ludwig Knaus.
I takt med at fotomekaniske reproduktionsprocesser blev almindelige efter omkring 1890, tilpassede købsprisen for malerier og rettigheder til reproduktioner sig til de lavere omkostninger for omtegning og trykning.
Engroshandelen fandt sted mellem forlag og kommissionsvirksomheder eller mellem forlæggere og boghandlere.
Forlagene annoncerede i branchetidsskrifter og sendte repræsentanter, som regelmæssigt besøgte kunstbutikkerne for at henlede opmærksomheden på nye publikationer og modtage ordrer.
Billedtryk var også eksportartikler; især efter første verdenskrig steg efterspørgslen fra udlandet på kunstblade.
Et vigtigt kontaktsted var handelsmesser; derudover var det almindeligt med gadesælgere og handelsrejsende.
Detailhandlerne annoncerede deres billeder i kunst- og familieblade, i aviser og butiksvinduer eller ved at omdele eller udsende brochurer.

## Forskninghistorie
De første etnologiske undersøgelser af emnet fandt sted i slutningen af 1960'erne efter fremkomsten af et katalog med litografier fra det i Frankfurt baserede kunstforlag Eduard Gustav May.
Samtidig blev populære 'kitschagtige' kunstblade et samlerobjekt.
Forskningen drejer sig imidlertid ikke om en kunstnerisk eller stilistisk vurdering af billeder, men snarere om kunstbladenes sociale rolle.
I 1973 blev den banebrydende udstilling Die Bilderfabrik vist i Historisches Museum Frankfurt i Frankfurt am Main, hvortil der blev fremstillet et katalog med samme navn.
Siden da har kunstblade af og til været genstand for udstillinger, og katalogerne derfra udgør en integreret del af forskningen.